# Davina Ingrams
Davina Ingrams, née Davina Marcia Herbert le 10 juillet 1938 et morte le 24 février 2008, est une femme politique et athlète amateur britannique.

## Biographie
Son père Horatio Herbert Herbert, 17e Lord Darcy de Knayth, siège à la Chambre des lords en vertu d'un titre de noblesse héréditaire établi en 1332. Pilote de chasse dans la Royal Air Force durant la Seconde Guerre mondiale, il est tué aux commandes de son avion en mars 1943, et sa fille Davina (âgée de 4 ans) hérite de son titre. Il n'est toutefois pas prévu qu'elle hérite de son siège à la Chambre des lords, puisqu'à cette date seuls les hommes sont autorisés à y siéger,,.
En 1960, elle épouse l'éditeur Rupert Ingrams, et le couple a trois enfants. En 1963, la loi Peerage Act autorise les femmes titulaires d'un titre de pairie héréditaire à siéger à la Chambre des lords, cinq ans après la loi Life Peerages Act qui accorde ce droit aux femmes ayant un titre de pair à vie. La baronne Darcy de Knyath est alors l'une des seize premières femmes pairs héréditaires autorisées à occuper le siège correspondant à leur titre. Elle ne l'occupe pour la première fois, toutefois, qu'en 1969, siégeant sans étiquette puisqu'elle n'est membre d'aucun parti politique,. En 1964, Rupert Ingrams est tué dans un accident de voiture, au cours duquel Davina Ingrams est paralysée du torse et des membres inférieurs. Elle passe un an à l'hôpital à Stoke Mandeville - l'hôpital d'où sont originaires les Jeux paralympiques. 
Elle se met au handisport, et participe aux Jeux paralympiques d'été de 1968 à Tel Aviv. À cette date, les Jeux sont encore récents, et il n'est pas rare que les athlètes, tous amateurs, s'essaient à plusieurs disciplines simultanément. La baronne Darcy participe à la fois au slalom en fauteuil roulant en athlétisme, à la natation (25 mètres dos), au tennis de table handisport, et à l'escrime en fauteuil roulant. Dans l'épreuve de natation (dans la catégorie pour les athlètes les plus lourdement handicapés) elle obtient la médaille d'or, en 43 s 9, avec plus de huit secondes d'avance sur ses adversaires. Aux Jeux d'été de 1972 à Heidelberg (Allemagne de l'Ouest), ses seconds et derniers Jeux, elle ne parvient pas à défendre son titre en natation, mais remporte une médaille de bronze en tennis de table par équipe (dames),. 
En 1970, avec trois autres membres de la Chambre des lords en fauteuil roulant, elle participe activement aux débats sur une proposition de loi introduite par le député travailliste Alf Morris à la Chambre des communes, visant à reconnaître et garantir pour la première fois les intérêts et les droits des personnes handicapées. Elle introduit un amendement pour permettre aux retraités bénéficiant d'une aide de l'État pour leur handicap à conserver un petit emploi salarié (à hauteur de £9,50 par semaine) sans pour autant perdre le droit à cette aide. La prestation des quatre Lords handicapés « accroît spectaculairement la conscience du public quant aux problèmes des personnes handicapées ». La proposition de loi est adoptée, avec le titre de Chronically Sick & Disabled Persons Act. C'est la « première loi majeure traitant des personnes handicapées ». Par la suite, la baronne Darcy de Knayth continue à promouvoir les droits des handicapés, se concentrant particulièrement sur leur accès à l'éducation. 
En 1996, elle est nommée Dame commandeur de l'Ordre de l'Empire britannique. En 1999, la loi House of Lords Act, du gouvernement de Tony Blair, modernise la Chambre des lords en y abolissant le principe d'hérédité et en excluant la quasi-totalité des pairs héréditaires. Les Lords ont alors le droit de choisir 92 pairs héréditaires qui seront autorisés à conserver leurs sièges. Parmi les Lords siégeant sans étiquette, elle recueille le plus grand nombre de voix de la part de ses pairs, et conserve ainsi sans difficulté son siège. 
Elle décède le 24 février 2008, alors que la Chambre des lords examine une proposition de loi sur la facilitation de l'autonomie pour les personnes handicapées. La Chambre lui rend hommage à cette occasion. Son fils Caspar Ingrams devient le 19e baron Darcy de Knayth (bien qu'il ne soit pas l'aîné de ses enfants : son aînée est une fille, Miranda, passée outre en raison des règles de primogéniture). Le principe d'hérédité au Parlement ayant été aboli, le nouveau baron n'hérite pas du siège de sa mère à la Chambre des lords,. 